# Sing-along
『Sing-along』（シングアロング）は、Hey! Say! JUMPの31作目のシングル。2021年11月24日にジェイ・ストームから発売された。

## 概要
デビュー15周年イヤー第1弾シングル。デビュー15周年突入企画として「15TH JUMP SCHOOL」が開校、そして2021年12月19日に『第三回 Hey!Say!JUMPオンラインミーティング』が生配信された（初回限定盤1、2、通常盤それぞれのCD封入用紙に印字されているシリアルコードを使用することで視聴可能）。
表題曲「Sing-along」は、傷ついたりしながらも全力で生きるすべての人へ向けたエールソングとなっており、10月15日に解禁されたMVでは、体育館を舞台に笑顔でパフォーマンスするメンバーや子供たちの姿がおさめられている。
初回限定盤2に収録されている「ASAP!」は映像配信アプリ「smash.」のHey! Say! JUMP主演オリジナルシリーズ『JUMP in smash.』内の企画「MUSIC PRODUCTIONS」で誕生した楽曲であり、有岡と知念が作詞・作曲に携わっている。当初はリリースの予定がなかったものの、反響が大きかったため急きょ収録されることが決定した。MVは全編アニメーションで2種類あり、横型MVが11月14日からYouTubeチャンネルで1番のみ公開。縦型MVが12月6日午後6時より「smash.」で独占配信開始され、縦型では公開されていなかった2番の歌詞も初公開された。

## 収録曲

### CD

#### 通常盤
1. Sing-along [5:01]
作詞：辻村有記
作曲・編曲：辻村有記、伊藤賢
  - 『ジャパネットpresents 世界体操2021』・『世界新体操2021』テーマソング[9]。大会のプレゼンターを務める知念が振付の一部を初めて担当した[9][10]。
  - Hey! Say! JUMP出演バーティカルシアターアプリ「smash.」テレビCM「ここでしか観られない篇」CMソング[16]
2. Break The Wall [3:31]
作詞：miwaflower
作曲：Kevin Charge、Netta Nimrodi、Arie Burshtein、Phoebus Tassopoulos、Carlos Okabe
編曲：佐々木博史
  - 伊野尾慧主演 ｢WOWOW×東海テレビ 共同製作連続ドラマ『准教授・高槻彰良の推察 Season2』主題歌[10]
3. モノローグ [3:38]
作詞・作曲：みゆな
編曲：Soma Genda
4. ハローメロディ [4:16]
作詞・作曲：上野啓示
編曲：カミナリグモ
5. Sing-along（オリジナル・カラオケ）
6. Break The Wall（オリジナル・カラオケ）
7. モノローグ（オリジナル・カラオケ）
8. ハローメロディ（オリジナル・カラオケ）

#### 初回限定盤1/2
1. Sing-along
2. ASAP! [3:58]
作詞：知念侑李、有岡大貴
作曲：知念侑李、有岡大貴、辻村有記
編曲：辻村有記、伊藤賢
※初回限定盤2のみ収録。

### DVD/Blu-ray

#### 初回限定盤1
1. 「Sing-along」Video Clip
2. 「Sing-along」Making of Video Clip

#### 初回限定盤2
1. 「Sing-along」Video Clip（Dance-along Ver.）
2. 「Sing-along」Video Clip（Go for it! Ver.）
3. 「Sing-along」Short Video Clip Solo Edition
Ryosuke Yamada Ver. / Yuri Chinen Ver. / Yuto Nakajima Ver. / Daiki Arioka Ver. /
Yuya Takaki Ver. / Kei Inoo Ver. / Hikaru Yaotome Ver. / Kota Yabu Ver.
4. 「Break The Wall」Video Clip

## チャート成績
2021年11月30日発表のオリコン週間シングルランキングで、19.8万枚を売り上げ初登場1位となり、デビューシングルから31作連続1位の記録を更新した。